# 岩田リョウコ
岩田 リョウコ（いわたりょうこ、Ryoko Iwata、6月6日 - ）は、日本とアメリカ・シアトルで活動する作家、イラストレーター、コラムニスト。サウナ・スパ健康アドバイザーの資格を有するサウナ愛好者でもあり、国内外のサウナを巡っている。

## 来歴
兵庫県西宮市生まれ、名古屋育ち。名古屋外国語大学を卒業後、2004年に渡米。コロラド大学大学院東アジア言語文学部で日本語教育学を学び修士号取得。数年アメリカの大学で教壇に立ったのち、2009年外務省から日本語教育の専門調査員としてワシントン州シアトルにある在シアトル日本国総領事館に勤務。
退職後の2012年コーヒーのブログI LOVE COFFEEを立ち上げる。イラストと文章でコーヒーの知識やトリビアを解説するコンセプトで人気になり、TIMEやフォーブスなどで取り上げられ英語圏で大きく広がった。
2015年にはブログがアメリカ書籍化され、Andrews McMeel Publishingから『Coffee Gives Me Superpowers: An Illustrated Book about the Most Awesome Beverage on Earth』として出版されている。また中国語（北京語・広東語）、韓国語、ロシア語、日本語に翻訳出版されている。日本語版は2017年2月にガイドワークスより『シアトル発ちょっとブラックなコーヒーの教科書』として出版されている。
2017年、日本に帰国。以降は日本で作家活動をしている。

## 著書
- Coffee Gives Me Superpowers: An Illustrated Book about the Most Awesome Beverage on Earth（2015年4月7日、Andrews McMeel Publishing）ISBN 1449460836
- シアトル発ちょっとブラックなコーヒーの教科書（2017年2月17日、ガイドワークス）ISBN 4865354328
- 週末フィンランドーちょっと疲れたら一番近いヨーロッパへ―（2020年2月27日、大和書房）ISBN 9784479785026
- エンジョイ!クラフトビール 人生最高の一杯を求めて（2020年4月9日、KADOKAWA）ISBN 978-4046043467
- コーヒーがないと生きていけない！ 毎日がちょっと変わる楽しみ方（2020年11月19日、大和書房）ISBN 978-4479785224
- HAVE A GOOD SAUNA! 休日ふらりとサウナ旅（2021年2月7日、いろは出版）ISBN 978-4866071909
- ちょっとサウナ行ってきます こうあるべきを脱ぎ捨てて、明日がもっと軽くなる（2022年1月31日、いろは出版）ISBN 978-4866072470

- 直訳やめたら英語が一気にできるようになった私の話（2022年4月7日、大和書房）ISBN 978-4479394013